# Megapodius eremita
Il megapodio della Melanesia, maleo melanesiano, megapodio delle Isole Bismarck o megapodio di Melanesia (Megapodius eremita Hartlaub, 1868) è un uccello galliforme della famiglia Megapodiidae.

## Descrizione
Questo megapodio misura 34-39 cm.

## Distribuzione e habitat
Megapodius eremita è diffuso nell'arcipelago di Bismarck e nelle isole Salomone.

## Conservazione
La IUCN Red List classifica Megapodius eremita come specie a basso rischio (Least Concern).